# Парламент Намібії
Парламент Намібії (англ.  Parliament of Namibia) — федеральний двопалатний законодавчий орган (парламент) Намібії.

## Склад
Сучасний парламент складається з двох палат:
- Верхня палата — Національна рада Намібії
- Нижня палата — Національна асамблея Намібії.

## Національна рада
Національна рада є верхньою палатою парламенту Намібії. Національна рада складається з 26 депутатів, які обираються строком на шість років, — по дві особи від кожного з 13 географічних регіонів країни. Національна рада вперше сформована у лютому 1993 року.

## Національна асамблея
Національна асамблея є нижньою палатою парламенту Намібії. Всього 78 депутатів, 72 з яких обираються строком на п'ять років на основі пропорційної виборчої системи; шість депутатів Національної асамблеї призначаються безпосередньо президентом країни.